# Ајрондејл (Алабама)
Ајрондејл (енгл. Irondale) град је у америчкој савезној држави Алабама. По попису становништва из 2010. у њему је живело 12.349 становника.

## Демографија
Према попису становништва из 2010. у граду је живело 12.349 становника, што је 2.536 (25,8%) становника више него 2000. године.
| Група             | 2000.         | 2010.         |
| Белци             | 6.889 (70,2%) | 6.670 (54,0%) |
| Афроамериканци    | 2.481 (25,3%) | 4.369 (35,4%) |
| Азијати           | 93 (0,9%)     | 177 (1,4%)    |
| Хиспаноамериканци | 263 (2,7%)    | 961 (7,8%)    |
| Укупно            | 9.813         | 12.349        |